# El Khabar
El Khabar (z arab. „Wiadomości”) – jeden z największych dzienników w Algierii w języku arabskim, założony po obaleniu dyktatury w Algierii w 1988 po zniesieniu kontroli prasy w tym kraju.
Gazeta jest niepodległa, jej reporterzy krytycznie odnoszą się do działań rządu, przez co często trafiają do więzienia. 
El Khabar atakuje również islam. 
Styl pisania jest bardzo podobny do stylu brytyjskich tabloidów np. The Sun.
Serwis internetowy El Khabar jest dostępny w dwóch wersjach językowych: arabskiej i francuskiej, jest także sekcja angielska, w której znajduje się mniej informacji.